# Fidra

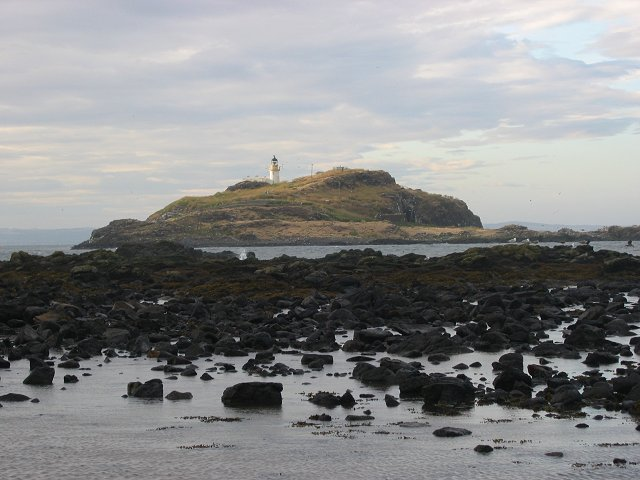
Fidra

Fidra (archaically Fidrey) és una illa deshabitada al Firth of Forth, a 4 km. nord-oest de North Berwick, a la costa est d'Escòcia.